# モア (掃海艇)
モア (HMNZS Moa) はニュージーランド海軍の艦艇。バード級掃海艇の一隻。ニュージーランドに生息していた鳥モアの名が付けられたニュージーランド海軍艦艇2隻のうちの1隻目である。

## 艦歴
スコットランド、リースのヘンリー・ロブ社で建造。1940年3月22日起工。1941年8月12日就役。
1943年1月29日、「モア」と同型艦「キーウィ」はガダルカナル島カミンボ岬付近で日本の「伊号第一潜水艦（伊1）」に対して爆雷攻撃を行い、浮上した「伊1」へ「キーウィ」が体当たりを行う。さらに、2隻からの砲撃を受けた「伊1」は座礁、放棄されその後沈没した。
1943年2月、「モア」はクリーンスレート作戦（ラッセル諸島占領）に参加。しかし、上陸の10日前に日本軍は同地から撤収していた。
1943年4月7日、ツラギで燃料補給船「アースキン・M・フェルプス」から給油を受けていたところ、日本軍による空襲にあう。「モア」は500ポンド爆弾1発の直撃と、2発の至近弾を受け（または「アースキン・M・フェルプス」を狙った爆弾2発が命中して）、4分ほどで沈没した。死者は5名であった。